# Capuchinos (Málaga)
Capuchinos es un barrio que pertenece al distrito Centro de Málaga, España. Según la delimitación oficial de barrios del ayuntamiento, limita con los barrios de Segalerva y San Miguel al norte; Olletas y El Ejido, al este; San Felipe Neri al sur; y con El Molinillo, al oeste.

## Historia
Fue un barrio situado extramuros, que apareció tras la conquista cristiana de la ciudad, alrededor del primer convento organizado por los franciscanos capuchinos en Málaga, erigido sobre una extensa colina de la zona noroeste de la ciudad antigua, donde anteriormente se encontraba la ermita de Santa Brígida. En 1620, el ayuntamiento de la ciudad concedió a los frailes las tierras alrededor de la ermita. En 1636, se construye una nueva iglesia, a la que posteriormente se le añade el convento y comienzan a trazarse la plaza y las calles aledañas. Durante la peste de 1636 y 1637, fue el lugar de acogida de los enfermos.
Durante los siglos XIX y XX, fue un barrio de clase media y baja. Según el censo de 1845 parece ser que la calle de Capuchinos era aún una vía en formación y poco habitada en ese año. La zona estaba ocupada por huertas y de patatas, verduras y flores y por vaquerías. Poco a poco las huertas fueron desapareciendo, aunque aún permanecían a principios del siglo XX, conviviendo con tahonas, alfarerías, tenerías, curtidurías y otras industrias artesanales.

## Lugares de interés
- Iglesia de la Divina Pastora
- Plaza de Capuchinos
- Antigua Escuela de Arte Dramático
- Alcubilla Mayor del Acueducto de San Telmo
- Santuario Inspectorial de María Auxiliadora (en el Colegio Salesianos San Bartolomé)
- Campo de fútbol Olímpica Vitoriana

## Transporte
En autobús queda conectado mediante las siguientes líneas de la EMT: 
| Línea | Trayecto                                             | Recorrido | Frecuencia    |
| ----- | ---------------------------------------------------- | --------- | ------------- |
| C1    | Circular 1                                           | Recorrido | 12 minutos    |
| C2    | Circular 2                                           | Recorrido | 11-12 minutos |
| 1     | Parque del Sur - Avda. Europa (San Andrés)           | Recorrido | 8-9 minutos   |
| 36    | Alameda de Colón - Conde de Ureña (Centro Histórico) | Recorrido | 60 minutos    |
| 37    | Alameda Principal - Altamira/Monte Dorado            | Recorrido | 25-30 minutos |
| N2    | Plaza de la Marina - Circular                        | Recorrido | 50-55 minutos |